# بوبی ابوت
بوبی ابوت (نام علمی: Papasula abbotti) نام یک گونه از تیره بوبیان است.